# محمد منور حسین
محمد منور حسین (بنگالی: মোহাম্মদ মনোয়ার হোসেন؛ زادهٔ ۳۰ اوت ۱۹۷۹) بازیکن فوتبال اهل بنگلادش بود.
از باشگاه‌هایی که در آن بازی کرده است می‌توان به باشگاه ورزشی محمدان (داکا) اشاره کرد.
وی همچنین در تیم‌های ملی فوتبال زیر ۲۳ سال بنگلادش، و بنگلادش بازی کرده است.
وی در مسابقات کشوری و بین‌المللی در مجموع برندهٔ ۱ مدال طلا شده است.